# QX
QX Publishing (Qruiser lub QX) – miesięcznik założony w 1995 roku, aby stworzyć platformę komunikacyjną dla osób LGBT w Skandynawii. Drukowany w około 32 tysiącach kopii miesięcznie jest największym tego typu magazynem w regionie. 
Co roku rozdawana jest nagroda za działalność LGBT podczas QX Gay Awards. Jest również zaangażowana w wybory Mr Gay Szwecji od 1999. Współpracuje z Paradę w Sztokholmie. QX GayMap Stockholm jest drukowanym przewodnikiem po angielsku po gejowsko-lesbijskim Sztokholmie. Mapka drukowana jest w 40000 kopii i jest wydawana co roku w maju. Jest również dostępna w formacie PDF. Magazyn, poza stroną internetową, ma również wersję Flash.
Na stronie można znaleźć sklep oraz internetową społeczność Qruiser, która ma ponad 100000 aktywnych użytkowników. Jest to największa społeczność LGBT w Skandynawii. Istnieją różne wersje językowe: szwedzka, duńska, norweska, niemiecka i angielska.